# Bucculatrix artemisiella
Bucculatrix artemisiella — вид лускокрилих комах родини кривовусих крихіток-молей (Bucculatricidae). У побуті вживається назва кривовуса міль полинова.

## Поширення
Вид поширений по всій Європі, крім Ірландії та Балканського півострова.

## Опис
Розмах крил 7-8 мм.

## Спосіб життя
Личинки годуються на полині-нехворощі. Гусениці раннього віку мінують листя. Утворюють прозорі, звивисті міни. Личинки старшого віку поїдають листя ззовні.